# Горная королевская гвардия
Горная королевская гвардия (серб. Горска краљева гарда), изначально Корпус горной гвардии (серб. Корпус горске гарде), известный также как Опленацкий корпус — Горный штаб 21А (серб. Опленачки корпус - Горски штаб 21А) — элитное подразделение Югославских войск на родине (горные стрелки). Командиром подразделения был подполковник Никола Калабич, четнический воевода.
Гвардия была де-факто основана в 1941 году после фактического прекращения существования Сербской королевской гвардии и насчитывала номинально 500 человек. Она принимала участие в боях против немецких и болгарских войск, титовских партизан, усташей и коллаборационистов-лётичевцев. Действовала в окрестностях горы Рудник и на территории Шумадии (Опленацкий и Топольский срезы). Официальное образование состоялось 12 января 1943 по распоряжению генерала Дражи Михаиловича.
С февраля по март 1944 года Горная гвардия отражала натиск немецких войск, действовавших в рамках операции «Облавная охота»: в частности, четники сражались против дивизии «Бранденбург», Сербского добровольческого корпуса войск СС и Русского корпуса. В ходе этой операции немцы стремились уничтожить силы Горной королевской гвардии, но потерпели неудачу.
В начале января 1946 года прекратила своё существование после ареста Николы Калабича и начала поисков Михаиловича.

## Структура

### 1944 год
Командир Горной королевской гвардии: капитан Никола Калабич.
Начальник штаба: капитан Михайло Барбулович.
- Ударно-охранная бригада. Командир: подпоручик Живорад Мишич.
- 1-й Опленацкий корпус. Командир: капитан Милан Медич.
  - 1-я Опленацкая бригада. Командир: поручик Негован Арсениевич.
  - 2-я Орашская бригада. Командиры: поручик Павле Джурчек, капитан Жика «Артиллерист» Павлович, капитан Миодраг Евтич.
- 2-й Космайский корпус. Командир: капитан авиации Драгутин «Младжа» Бойович.
  - 3-я Младеновацкая бригада. Командир: подпоручик Арсение Йованович.
  - 4-я Космайская бригада. Командир: подпоручик Момчило Обрадович.